# Vo (kana)
A hiragana を, katakana ヲ, Hepburn-átírással: wo, magyaros átírással: vo japán kana. A hiragana a 遠 kandzsiból származik, a katakana pedig a 乎. A godzsúonban (a kanák sorrendje, kb. „ábécérend”) a 47. helyen áll. Dakutennel és handakutennel képzett alakja nincs. Kiejtése leginkább [o]. 
|          | Hepburn és magyaros | Hiragana (Unicode) | Katakana    |
| -------- | ------------------- | ------------------ | ----------- |
| Alapalak | wo vo               | を (U+3092)        | ヲ (U+30F2) |

## Vonássorrend
|  |  |
|  |  |